# 施洗聖約翰教堂 (弗羅姆)

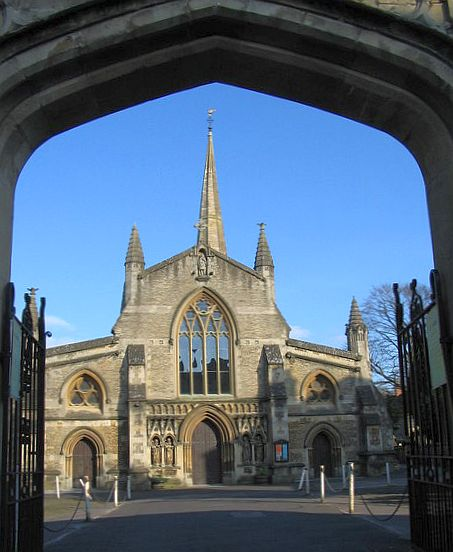

施洗聖約翰教堂（英語：Church of St John the Baptist）是位於英國英格蘭索美塞特郡弗羅姆的一座英國國教會的教區教堂，並在1983年指定成為英國的II*級登錄建築。該地最初的教堂修建於7世紀後期。12至14世紀時，教堂進行了大幅擴建。

## 外部連結
- Frome St John the Baptist Parish Web Site （页面存档备份，存于）

1. ↑  Belham, Peter. . Frome: Frome 1300 Publications. 1984: 11.
2. ↑  Dunning, Robert. . Somerset Books. 1996: 160–163. ISBN 978-0861833092.